# Klimatariá
Klimatariá (en grec: Κληματαριά) és un jaciment arqueològic de Grècia que es troba a l'illa de Creta, en la unitat perifèrica de Lassithi i al municipi de Sitia.
En aquest jaciment, en un turó anomenat Ragessis, s'ha trobat una vil·la minoica que data del període minoic mitjà IIIB; fou destruïda en el període minoic tardà IA, segurament al mateix temps que el poble de Zu. Pel que sembla, es tractava d'un edifici aïllat que s'edificà en quatre terrasses. S'hi han tret a la llum dos trams d'escales, una de les quals devia acabar a la riba del riu, que molt possiblement era navegable. Algunes de les cambres tenien el pis pavimentat i unes altres devien ser magatzems. Entre les troballes hi ha recipients per a cuinar i d'altres per a emmagatzematge.
Aquestes ruïnes es descobriren durant la construcció d'una carretera i les va excavar entre el 1952 i el 1954 Nikolaos Platon. Més tard, un equip dirigit per Eleni Mantzourani, al 2005, va reexaminar l'excavació.